# Alan Kendall
Alan Kendall (Darwen, Lancashire, 9 de septiembre de 1944) fue el guitarrista principal de la banda The Bee Gees, antes de que la banda se retirara de los escenarios debido a la muerte de Maurice Gibb en 2003. Con los Bee Gees, Kendall apareció en The Tonight Show, Late Night with David Letterman, Oprah Winfrey, una actuación para la Reina de Inglaterra, así también como numerosas otras actuaciones en vivo.
Habiendo previamente sido parte de la banda de rock y blues progresivo "Toe Fat", Kendall se unió a los Bee Gees en 1971, cuando la banda buscaba un nuevo guitarrista para reemplazar a Vince Melouney. Aunque varios álbumes fueron lanzados por los hermanos Gibb luego de que Kendall se unió, su mayor éxito vino con el lanzamiento del álbum de la película Saturday Night Fever, y como Kendall había sido una parte esencial para este éxito, él fue recompensado con una parte de la repartija de las ganancias del grupo (ganando bastante más que si fuera un sueldo)
Como un músico, Kendall prefiere la Fender Stratocaster, y puede ser visto en varias actuaciones en vivo con este tipo de guitarra.
- Datos: Q3299511